# Chlorogaster
Chlorogaster (literalmente estómago verde) es un género de hongo que se cree pertenecería a la familia Sclerodermataceae, pero ello aún no ha sido confirmado mediante análisis moleculares. Como género monotipo, contiene a una única especie micorrizal Chlorogaster dipterocarpi.